# گذرنامه سوئیسی

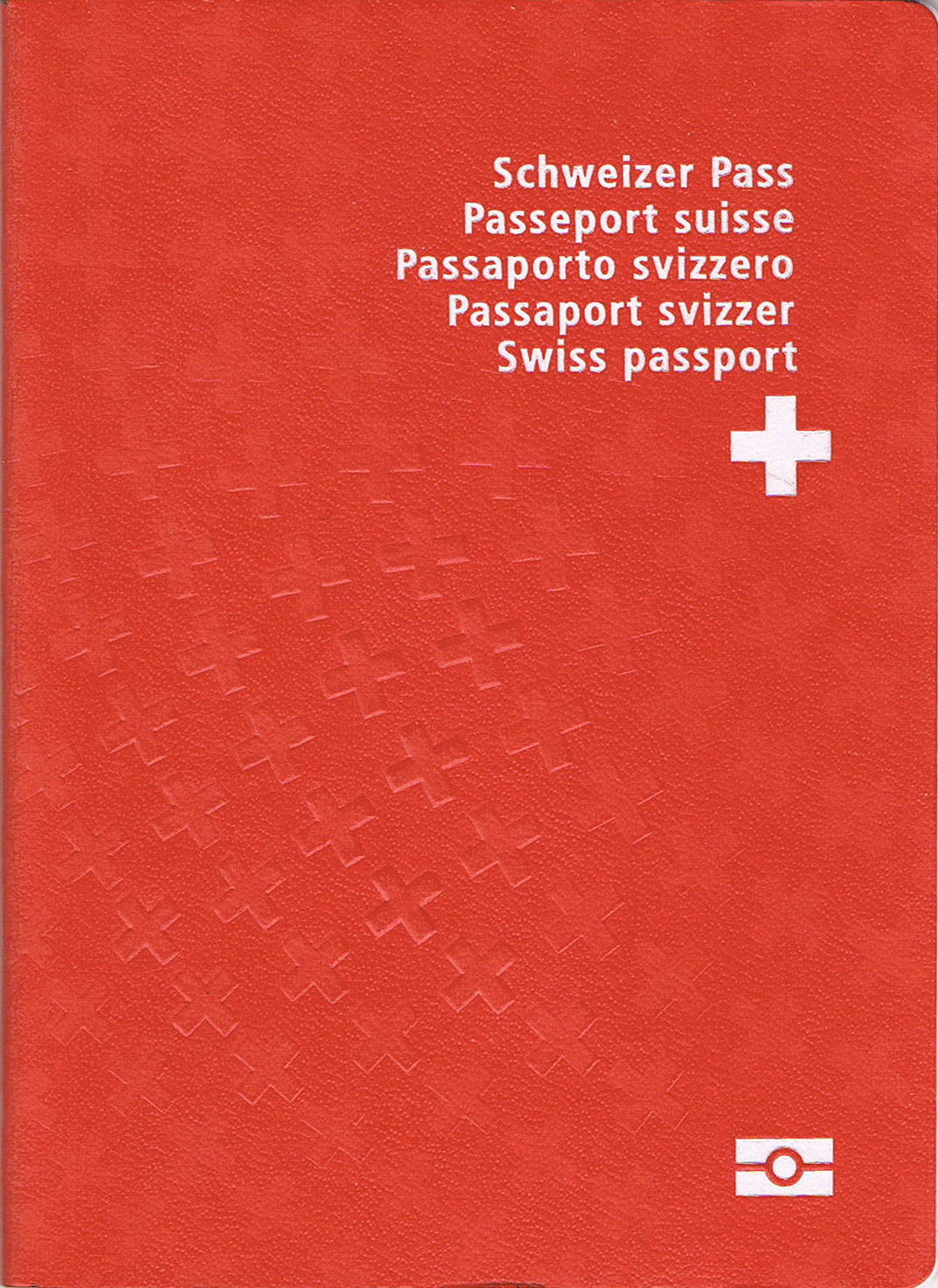
نمایی از یک‌نسخه گذرنامهٔ سوئیسی در سال ۲۰۱۰

گذرنامهٔ سوئیسی یک مدرک سفر بین‌المللی است که توسط کشور سوئیس صادر می‌شود و بنا بر داده‌های سال ۲۰۲۳، دارندگان آن می‌توانستند به ۱۸۷ کشور دیگر بدون دریافت ویزا سفر کنند یا ویزا را در بدو ورود دریافت نمایند. این گذرنامه بر اساس رتبه‌بندی شاخص گذرنامهٔ هنلی در سال ۲۰۲۳ در رتبهٔ ۶ قرار داشت.